# Alnitak
Alnitak (auch Al Nitak) ist die Bezeichnung für den Stern Zeta Orionis (ζ Orionis), den östlichen Gürtelstern im Orion. Der Name (arabisch النطاق, DMG an-niṭāq) bedeutet „Gürtel“, laut anderen Quellen „Perlenschnur“. Alnitak ist ein Dreifachstern und hat eine scheinbare Helligkeit von 2,03 mag.
In unmittelbarer Umgebung befinden sich der Pferdekopfnebel und der Flammennebel als Teile des Orion-Nebelkomplexes.

## Hauptstern
Der Hauptstern Alnitak Aa gehört der Spektralklasse O9 an, seine Oberflächentemperatur beträgt ca. 25.000 Kelvin. Wie Beta, Delta und Epsilon Orionis ist auch Zeta Orionis ein leuchtkräftiger Blauer Überriese mit der 100.000-fachen bolometrischen Leuchtkraft unserer Sonne. Im visuellen Bereich ist seine Leuchtkraft etwa 10.000-mal größer als die der Sonne. Alnitak hat ca. den 20-fachen Durchmesser unserer Sonne. Die Entfernung von Alnitak beträgt etwa 800 Lichtjahre.

## Zwei Begleiter
Alnitak Aa hat einen engen Begleiter namens Alnitak Ab, der erst im Jahr 2000 entdeckt wurde. Es handelt sich bei ihm wohl um einen Hauptreihenstern der Spektralklasse O mit etwa 23-facher Sonnenmasse. Die scheinbare Helligkeit liegt etwa bei 4 mag und die Leuchtkraft im visuellen Bereich beläuft sich entsprechend auf etwa die 1.300fache Sonnenleuchtkraft. 
In einem Winkelabstand von 2,3″ bei einem Positionswinkel von 165 Grad gibt es einen leichter beobachtbaren Begleiter Alnitak B. Seine Helligkeit ist 4,2 mag bei etwa 1.100-facher visueller Sonnenleuchtkraft, der Spektraltyp ist B0 III, die Masse wird auf etwa 13 Sonnenmassen geschätzt.
Alnitak war im dritten Fundamentalkatalog FK3 (um 1950) enthalten, wurde aber als in Messfernrohren sichtbarer Doppelstern nicht mehr in den FK4 aufgenommen.

Größenvergleich zwischen Alnitak und der Sonne
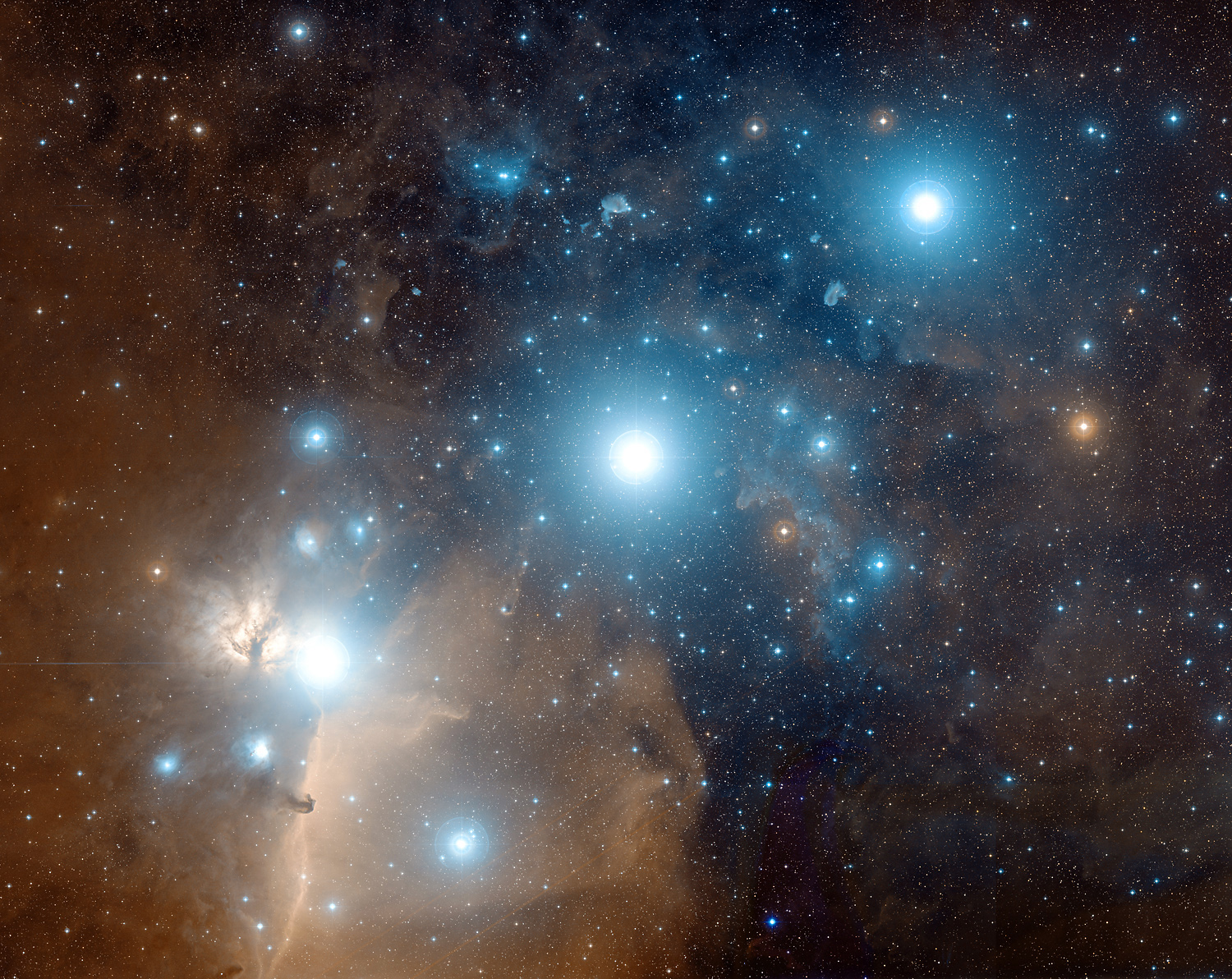
Oriongürtel: Alnitak ist der helle Stern unten links